# 国立原子力博物館
国立原子力博物館（National Museum of 
Nuclear Science & History）は、アメリカニューメキシコ州アルバカーキに所在する、原子爆弾に関する博物館。
館内は原子力の第二次世界大戦中から冷戦の核開発や原子力の科学を伝える内容とし、大陸間弾道ミサイルや日本の広島や長崎に投下された原子爆弾とファットマンとリトルボーイの模型が展示されている。屋外には実物の核ミサイルや核攻撃作戦に使われたB-29重爆撃機・B-52重爆撃機・潜水艦ジェームズ・K・ポークのセイル部分などが展示されている。
当博物館は核の研究を行うサンディア国立研究所と核攻撃を担うカートランド空軍基地に隣接している。